# باکره‌های سوگندخورده بالکان

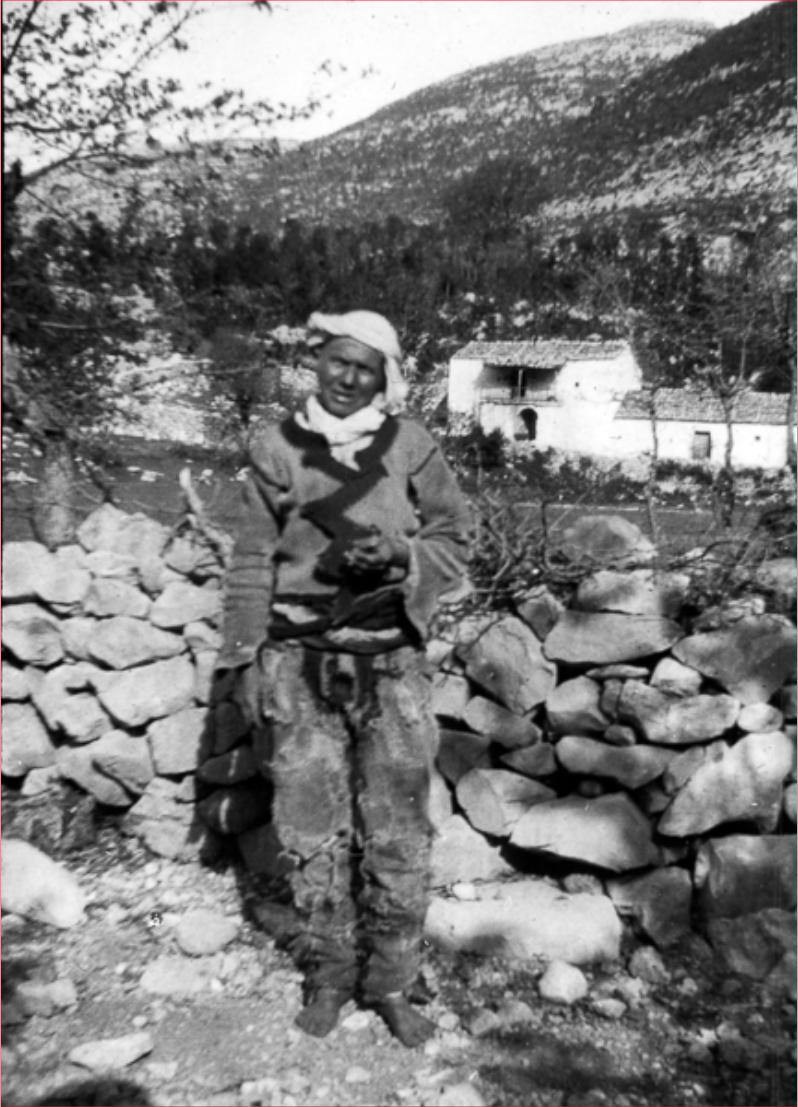
باکره سوگندخورده در راپشا، هوتی، آلبانی عثمانی، در آغاز قرن بیستم

باکره‌های سوگندخورده بالکان، بورنشات (به انگلیسی: Balkan sworn virgins) زنانی هستند که عهد عفت می‌بندند و در جامعه مردسالار آلبانیایی شمالی، کوزوو و مونته‌نگرو به‌عنوان مرد زندگی می‌کنند. این رسم تا حدی در سایر بخش‌های بالکان غربی، از جمله بوسنی و هرزگوین، دالماسی (کرواسی)، صربستان و مقدونیه شمالی وجود دارد یا وجود داشته‌است.
در زمان‌هایی که زنان نقشی تعیین شده داشتند، بورنشات‌ها هویت جنسی، تولیدمثلی و اجتماعی خود را رها کرد تا آزادی‌های مشابه مردان را به دست آورد. آنها می‌توانستند لباس مردانه بپوشند، سرپرست خانواده باشند، آزادانه در موقعیت‌های اجتماعی حرکت کنند، و کارهایی را که به‌طور سنتی فقط برای مردان باز است بپذیرند. در حالی که ارقام دقیقی وجود نداشت، تخمین زده شد که دوازده بورنشات در شمال آلبانی و کوزوو باقی مانده‌است.
ریشه رسم بورنشا از نوعی قانون اساسی دیرین آمده است که در قرن پانزدهم در کوزوو و شمال آلبانی مورد استفاده بوده است. جامعه آلبانی‌تبار‌ها بر مبنای این قوانین پدر‌سالارانه اداره می‌شده و بر‌ مبنای آن، زنان دارایی و مایملک شوهر خود به‌حساب می‌آمدند و حق تصمیم‌گیری برای سرنوشت خود را نداشتند. تبدیل شدن به بورنشات تصمیمی بود که هیچ ربطی به جنسیت و هویت جنسی فرد نداشت و آنچه که افراد را به چنین سوگندی وامی‌داشت، دستیابی به موقعیت اجتماعی ویژه‌ بود.